# ポーポリ・テルメ
ポーポリ・テルメ（伊: Popoli Terme）は、イタリア共和国アブルッツォ州ペスカーラ県にある、人口約5,000人の基礎自治体（コムーネ）。
2023年7月13日まではポーポリ（イタリア語: Popoli）と呼称されていた。

## 地理

### 位置・広がり

#### 隣接コムーネ
隣接するコムーネは以下の通り。括弧内のAQはラクイラ県所属を示す。
- ブッシ・スル・ティリーノ
- コッレピエトロ (AQ)
- コルフィーニオ (AQ)
- サン・ベネデット・イン・ペリッリス (AQ)
- トッコ・ダ・カザウリア
- ヴィットリート (AQ)